# 33-я дивизия подводных лодок (второго формирования)
33-я дивизия подводных лодок (33 ДиПЛ) — соединение подводных лодок Северного флота СССР и России, существовавшее в 1973—2001 годах. Основное вооружение дивизии составляли многоцелевые атомные подводные лодки проекта 671РТ, с 1980 года — проекта 671РТМ.

## История

АПЛ проекта 671РТ «Сёмга»

33-я дивизия была сформирована 5 января 1973 года. Предполагалось, что в состав 33-й дивизии войдут серийные лодки проекта 705, с титановыми корпусами, жидкометаллическими реакторами и непревзойдённой подводной скоростью, но их постройка затянулась, и соединение получило на вооружение АПЛ проекта 671РТ более традиционной конструкции. Первым командиром дивизии стал А. С. Пушкин, ранее командовавший головной подводной лодкой-истребителем проекта 705 К-64. В 1973 году в состав дивизии вошёл 46-й экипаж АПЛ — бывший второй экипаж подводной лодки К-64. В дальнейшем в составе дивизии было сформировано ещё несколько экипажей АПЛ проекта 705, а в 1976 году принята от промышленности К-123 проекта 705К переданная затем вместе со всеми экипажами для «лодок-истребителей» в состав сформированной в 1978 году 6-й ДиПЛ.
В 1974 году началось поступление в состав дивизии кораблей — К-387 и К-371 были переданы из 3-й дивизии, в этом же году начали формироваться экипажи для остальных АПЛ проекта 671РТ. До 1979 года в дивизию были включены все семь свежепостроенных АПЛ этого проекта.

АПЛ проекта 671РТМ «Щука»

С 1978 года началось поступление в дивизию АПЛ проекта 671РТМ, в том числе в 1981—1983 годах соответственно К-255, К-324 и К-218 перешли северным морским путём из 45-й ДиПЛ Тихоокеанского флота. В 1985 году все лодки проекта 671РТ были перечислены в 24-ю ДиПЛ.

Маршрут выхода в атлантику К-524 в 1985 году

В 1985 году четыре АПЛ дивизии участвовали в операции «Апорт». В том же году К-524 (командир — В. В. Протопопов) впервые в советском флоте вышла в Атлантику новым маршрутом — через Британский канал и море Баффина, обогнув Гренландию с запада.
В 1987 году пять АПЛ дивизии приняли участие в операции «Атрина», при этом пять АПЛ дивизии прошли в Атлантику через море Баффина и не были обнаружены системой СОСУС.
В 1990-х годах корабельный состав дивизии начал сокращаться, часть лодок была выведена из состава флота, а при расформировании дивизии в 2001 году остававшиеся в строю корабли были переданы 7-й и 11-й дивизиям.
За 27 лет существования дивизии её подводные лодки более 200 раз вели слежение за атомными подводными лодками других стран, в дивизии испытывались новые образцы вооружения, в том числе навигационного и торпедного, включая некоторые комплексы третьего поколения. Лодками дивизии совершались походы в Северном Ледовитом океане, в Атлантическом и Индийском океане, в Средиземном море. Более 350 подводников были удостоены государственных наград.

## Командиры
- 1972—1977: Пушкин, Александр Сергеевич;
- 1977—1978: Волков Виктор Яковлевич;
- 1978—1980: Барановский, Валентин Яковлевич;
- 1981—1983: Ясеневенко Виктор Григорьевич;
- 1983—1987: Шевченко Анатолий Иванович;
- 1987—1990: Чеботаревский, Равкат Загидулович;
- 1990—1994: Исак, Валерий Владимирович;
- 1994—1997: Смелков Александр Федорович;
- 1997—2000: Агафонов Валерий Николаевич;
- 2000—2001: Кузьмин Сергей Викторович;